# Teresa Sam
Teressa Sam sinh năm 1986 tại Anh Quốc. Teressa Sam là Hoa hậu người Việt tại Anh và là Á hậu 1 Thế giới người Việt 2007. Cô là người mang hai dòng máu Việt Nam và Trung Quốc. Hiện tại cô đang học tâm lý học tại Anh.

## Hoa hậu Thế giới người Việt 2007
Teressa Sam khi tham dự cuộc thi Hoa hậu Thế giới người Việt 2007 được đánh giá là ứng cử viên số 1 cho danh hiệu Hoa hậu nhưng do khả năng tiếng Việt trong đêm chung kết nên cô không giành được ngôi vị cao nhất. Người giành được vương miện là Ngô Phương Lan - Á hậu 1 người Việt tại Anh.